# Seznam ameriških logikov
Seznam ameriških logikov.

## B
Jon Barwise - 

## C
- Alonzo Church
- Haskell Brooks Curry (1900 - 1982)

## G
George Boolos - 

## L
Clarence Irving Lewis - 

## M
Richard Montague - 

## S
Henry Maurice Sheffer -
Raymond Smullyan -

## W
Wang Hao - 